# 踏卡彝族乡
踏卡彝族乡，是中华人民共和国四川省甘孜藏族自治州九龙县曾经下辖的一个民族乡。2019年12月，撤销踏卡彝族乡、斜卡乡，设立雪洼龙镇。

## 行政区划
踏卡彝族乡撤銷前下辖以下地区：
耳朵村、夹铺子村、花椒坪村和河口村。